# R.R.X.
R.R.X. (również R.R.X. Desant) – polska wytwórnia płytowa specjalizująca się w nagraniach hip-hopowych. Powstała w 1995 roku w Poznaniu. Założycielem jest Krzysztof Kozak znany jako KNT oraz Kozanostra.
Pierwotnie wytwórnia nosiła nazwę PH Kopalnia (Polo Hurt Kopalnia). Powstała na bazie hurtowni kaset audio, której właścicielem był Krzysztof Kozak. We wczesnej fazie działalności pod nazwą PH Kopalnia ukazywały się głównie składanki i kompilacje różnych wykonawców. Pierwszym rapowym albumem wydanym przez wytwórnię była płyta zespołu Nagły Atak Spawacza pt. Brat Juzef. Po komercyjnym sukcesie tej płyty Kozak zdecydował się na publikację kolejnych pozycji z nurtu rap, skutkiem czego wytwórnia wyspecjalizowała się w tym gatunku. W latach późniejszych firma wydała m.in. nagrania takich wykonawców jak: Born Juices, Slums Attack, Tede, Pih, Wzgórze Ya-Pa 3, V.E.T.O. oraz DJ 600V. W 2004 roku wytwórnia zaprzestała działalności.
W 2010 roku po niemal sześcioletniej przerwie w działalności wydawnictwo wydało debiutancki album projektu Cycki i Krew pt. Uliczny Rock'n'Roll. Wśród kolejnych produkcji R.R.X. znalazły się nagrania takich wykonawców jak: WhiteHouse, Radar i WSP.

## Katalog
W 2002 roku prawa do nagrań R.R.X. nabyła firma MIL należąca do Janusza Profica. W 2006 roku przedsiębiorca zbył prawa do katalogu Andrzejowi „Żuromowi” Żuromskiemu, właścicielowi oficyny Terror Muzik. W udzielonym w 2012 roku na łamach Plener TV wywiadzie Krzysztof Kozak oznajmił iż Żurom nigdy nie wszedł w posiadanie praw do katalogu R.R.X.. W 2013 roku Żuromski wystosował oświadczenie o przejęciu katalogu R.R.X. obejmującego wydawnictwa z lat 1994–2002 po kilkuletnim dochodzeniu praw do nagrań w sądzie.
W okresie dochodzenia roszczeń w sądzie Żuromski sprzedał wydane przez R.R.X. tytuły Slums Attack i Zwykła codzienność zespołu Slums Attack, Chleb powszedni formacji ZIP Skład oraz Pierwsza Runda PWRD. Nabyły je odpowiednio firmy Fonografika, Prosto i członkowie PWRD.